# Реконструкція підприємств
Реконструкція підприємств (рос. реконструкция предприятий; англ. reconstruction; нім. Rekonstruktion f) — комплекс заходів, спрямованих на докорінну чи часткову перебудову технологічного комплексу діючих підприємств. Реконструюються кар'єри, шахти, газові та нафтові промисли, збагачувальні фабрики, металургійні, хімічні підприємства, підприємства легкої та ін. галузей. Основні причини реконструкції — зниження виробничої потужності, продуктивності праці, погіршення умов праці та ін. Реконструкція підприємств здійснюється за комплексним проектом реконструкції підприємства.

## Мета
Метою реконструкції може бути: збільшення виробничих потужностей, поліпшення якості та зміни номенклатури продукції, поліпшення умов праці та охорони навколишнього природного середовища.
Способи і засоби досягнення мети: переобладнання існуючих виробничих потужностей, удосконалення виробництва і підвищення його техніко-економічного рівня, впровадження інновацій.

## Умови та організаційні форми
Реконструкція базується на оновленні основних фондів — активних (обладнання) і пасивних (будівлі та споруди).
Алгоритм дій при реконструкції підприємства включає, зокрема, оцінку впливу на довкілля, ряд дозвільних процедур, будівельні роботи, техніко-технологічний комплекс робіт, введення в експлуатацію об’єкту реконструкції, подальший моніторинг роботи підприємства, очисних споруд тощо.
Реконструкція промислових підприємств доцільна із застосуванням таких прогресивних організаційних форм як технополіси, науково-виробничі комплекси та
кластерні утворення
Крім того, має місце реконструкція промислових об'єктів під будівлі громадського призначення
Реконструкційні роботи часто проводяться без зупинки виробництва, але з коригуванням його основних процесів

## Законодавчі підстави
В Україні реконструкція підприємств відбувається у відповідності з Листом № 40-16-3790 від 2.8.2013 р. Державної архітектурно-будівельної інспекції України «Щодо реконструкції будівель та споруд та їх консервація».